# 久保田雅哉
久保田雅哉（くぼたまさや、1995年 - ）は、日本の弁護士（第二東京弁護士会所属）、映像クリエーター、撮影監督。

## 来歴
福岡県福岡市生まれ。2010年にニュージーランドへ単身留学。オークランドにあるGlendowie Collegeを卒業。その後、South Seas Film & Television Schoolで映像制作を学ぶ。卒業作品であるAt That Bus Stopはアメリカ・フロリダ州フォートマイヤーズビーチで開催されたFort Myers Beach Film Festivalでも上映された。その他、MTVシリーズ・シャナラ・クロニクルズ等の制作に関わる。
2015年に帰国し、2016年、慶應義塾大学法学部に入学。
2016年から東京を中心に、映像制作活動を行う。その中でも、映像制作チームTokyo Cowboysに参画し、The BenzaやBenza Englishといった作品に参加。韓国・ソウルで開催されたSeoul WebFestにも2018年と2019年に参加した。
2021年9月司法試験に合格し、慶應義塾大学法学部卒業。2021年11月から最高裁判所司法研修所に入所。2022年12月に第75期司法修習を修了し、弁護士登録。2023年1月からTMI総合法律事務所にて勤務。
2022年、「自由と正義」としてM-1グランプリ2022に出場するも、1回戦敗退。

## 略歴
- 2013年12月：Glendowie College 卒業[1]
- 2014年12月：South Seas Film and Television School 卒業[1]
- 2021年1月：司法試験予備試験合格
- 2021年9月：司法試験合格[9]
- 2021年9月：慶應義塾大学法学部卒業[1]
- 2021年11月：最高裁判所司法研修所入所[1]
- 2022年12月：第二東京弁護士会登録[1]
- 2023年1月：TMI総合法律事務所勤務[1]

## 作品

### 短編作品
- At That Bus Stop（監督、脚本、2015年） [10]
- レイルロードスイッチ（撮影、2018年）[11]

### ウェブシリーズ
- The Wheel（監督、撮影、2017年）[12]
- The Benza（撮影、2019年）[13][3]
- Benza English（撮影、2020年）[14][15]